# 鄭念
鄭 念（Nien Cheng、てい ねん、1915年1月28日 - 2009年11月2日）は、中国の女性作家。

## 人物
文化大革命時には国民党政府の元外交官の妻ということや、イギリスの石油会社シェルに勤めていたことから、スパイの嫌疑をかけられ、1966年8月に紅衛兵に投獄された。その後、約6年間半の投獄生活を送り1973年に釈放された。
1980年アメリカに移住、1987年に自身の経験をつづった『上海の長い夜 Life and Death in Shanghai』が英語出版された。1988年に来日し記念講演を行った。

## 日本語訳
- 『上海の長い夜　文革の嵐を耐え抜いた女性の物語』（上・下）

篠原成子・吉本晋一郎訳、原書房、1988年／朝日文庫、1997年